# Noches de poesia
Les Noches de poesía sont une série de lectures publiques multilingues qui se déroulaient chaque premier mercredi du mois à Montréal. La première édition s'est déroulée en février 2006. Ces rencontres étaient vouées à la littérature orale, la poésie et le Spoken Word d'auteurs d'origines immigrantes au Canada, ou de canadiens qui parlaient de l'ailleurs. Élizabeth Robert, traductrice littéraire, en est la fondatrice, et l'organisme à but non lucratif Diffusion Adage en était le producteur (cet organisme est basé à Montréal. Leur mission : promouvoir la littérature migrante de façon professionnelle dans un contexte chaleureux et convivial).
De février 2006 à octobre 2011, les Noches de poesía ont réuni cinq poètes de langue française, de langue anglaise et de langue espagnole dans un café de Montréal de façon mensuelle. D'autres langues ont parfois été ajoutées et chaque mois de juin, un grand rassemblement marathonien appelé MEGA POW WOW a réuni plus de 40 poètes en lectures continue de 17h aux petites heures du matin, parfois en transmission simultanée sur les ondes de Radiocentreville 102,3FM et sur internet. La majorité des rencontres se sont tenues au Le Dépanneur Café (206, rue Bernard Ouest) à Montréal. Les poètes et les spectateurs y ont partagé leurs repas, de la poésie et de la musique en différentes langues. Le site de Noches de poesia contient les archives de la poésie en baladodiffusion et en images, des biographies des auteurs, et des nouvelles à propos des événements. Les archives audio en format mp3 de l'émission Poesía libre - el camino más corto de corazón a corazón (2008-2010) sont également disponibles pour écoute en streaming, ou pour être téléchargées gratuitement. Certains épisodes sont d'ailleurs rediffusés sur les ondes de radio communautaires sympathisantes à la cause de la littérature migrante, notamment à Barcelone, à Mexico et en Patagonie. Des archives d'épisodes de l'émission Les contes à rendre (CHOQ.FM) sont également répertoriés et disponibles pour consultation. Il s'agit d'épisodes comportant la chroniqueuse littéraire Éliz Robert on www.poets.ca, ayant contribué au programme de la radio universitaire de l'UQAM de décembre 2008 à janvier 2010.
Depuis 2006, plus de deux cents poètes ont participé à l'une ou l'autre des Noches de poesia. Certaines activités ponctuelles et financées par des entités gouvernementales et privées ont également été présentées dans le cadre de grands festivals, notamment à Québec, dans le cadre de la première édition de Québec en toutes lettres (Grande nocturne de la poésie, octobre 2010), et en Catalogne lors de LIBER 2008, alors que le Québec était la culture invitée d'honneur. Certains textes de la délégation de poètes et traducteurs multilingues ont d'ailleurs été publiés dans un recueil multilingue (français, catalan, anglais) offert en coédition Europe/Canada (Troc-paroles/Troc de paraules, Adage/Pagès 2008). En 2010, un recueil multilingue (français, anglais, espagnol) comprenant des textes de 14 poètes et 7 traducteurs participants à ces soirées a été publié aux éditions Adage sous le titre Le Dépanneur Café.

## Diffusion Adage
Diffusion Adage est un organisme à but non lucratif fondé en 2005 par l'éditrice Danielle Shelton. Sa mission est de créer, promouvoir et produire des événements interdisciplinaires qui mettent en valeur la littérature orale, écrite et sous forme électronique. 
Entre autres, on lui doit la reconnaissance des poètes francophones via le projet La poésie prend le métro. Des extraits de poèmes de plus de 90 poètes différents ont voyagé chaque année dans les autobus et le réseau de transport en commun montréalais. Certains poèmes québécois sont également parus dans les réseaux de transport de Paris, de Bruxelles, de Laval et de Montréal.